# Rajd Polski 1973

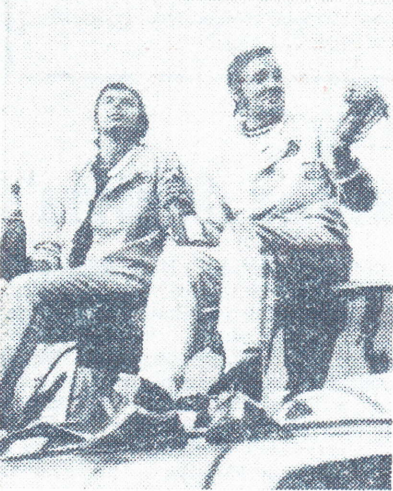
Polska załoga Maciej Stawowiak	i Jan Czyżyk po zakończeniu rajdu

Rajd Polski 1973 (33. Rajd Polski) to 33. edycja rajdu samochodowego Rajd Polski rozgrywanego w Polsce. Rozgrywany był od 12 do 15 lipca 1973 roku. Bazą rajdu był Kraków. Rajd był siódmą rundą Rajdowych Mistrzostw Świata w roku 1973 oraz drugą rundą Rajdowego Pucharu Pokoju i Przyjaźni w roku 1973. Liczył 55 odcinków specjalnych.

## Wyniki końcowe rajdu[4][2]
| Miejsce | Kierowca         | Pilot        | Samochód              | Czas     | Strata   | Punkty |
| ------- | ---------------- | ------------ | --------------------- | -------- | -------- | ------ |
| 1       | Achim Warmbold   | Jean Todt    | Fiat 124 Abarth       | 8:28:14  | -        | 20     |
| 2       | Egon Culmbacher  | Werner Ernst | Wartburg 353          | 11:15:34 | +2:47:20 | 15     |
| 3       | Maciej Stawowiak | Jan Czyżyk   | Polski Fiat 125p 1500 | 12:08:49 | +3:40:35 | 12     |

## KlasyfikacjaCoPaF[5]
| Miejsce | Kierowca             | Pilot            | Samochód              | Czas | Strata |
| ------- | -------------------- | ---------------- | --------------------- | ---- | ------ |
| 1       | Heino Sepp           | Toomas Bernstein | Moskvich 412          |      | -      |
| 2       | Egon Culmbacher      | Werner Ernst     | Wartburg 353          |      |        |
| 3       | Jerzy Dobrzański     | Antoni Ryniak    | Polski Fiat 125p 1500 |      |        |
| 4       | Ryszard Żyszkowski   | Jerzy Żyszkowski | Polski Fiat 125p 1500 |      |        |
| 5       | Krzysztof Komornicki | Błażej Krupa     | Polski Fiat 125p 1500 |      |        |
| 6       | Lew Morozow          | Andris Kalnais   | Moskvich 412          |      |        |
| 7       | Maciej Stawowiak     | Jan Czyżyk       | Polski Fiat 125p 1500 |      |        |
| 8       | Karlfried Weigert    | Bernhard Malsch  | Wartburg 353          |      |        |
| 9       | Adam Masłowiec       | Konrad Rutkowski | FSM Syrena 105        |      |        |
| 10      | Volker Beyer         | Werner Schramm   | Wartburg 353          |      |        |

## Klasyfikacja RMŚ producentów po 7 rundach
| Lp | Producent      | Pkt. |
| -- | -------------- | ---- |
| 1  | Alpine Renault | 92   |
| 2  | Fiat           | 66   |
| 3  | Citroën        | 33   |
| 4  | Datsun         | 22   |
| 5  | Saab           | 20   |

- Uwaga: Tabela obejmuje tylko pięć pierwszych miejsc.